# Bound for Glory 2017
Bound for Glory 2017 è la diciannovesima edizione edizione del pay-per-view prodotto dalla federazione Impact Wrestling (IW). L'evento avrà luogo il 5 novembre 2017 presso Aberdeen Pavilion di Ottawa, Ontario

## Evento
Bound for Glory sarà caratterizzato da incontri di wrestling professionistici che coinvolgono diversi lottatori da feud e storyline preesistenti. I wrestler rappresentano personaggi negli eventi scritti che hanno costruito tensioni e culminano in un match di wrestling o vari match.
Il 17 agosto in un video è stato mostrato che a Destination X approderà Johnny Impact. Ha fatto il suo debutto televisivo in-ring sull'episodio di GFW Impact del 24 agosto in un Gauntlet match per il vacante Impact Global Championship, finendo nelle ultime tre prima di essere eliminato dal vincitore Eli Drake. La settimana seguente, Eddie Edwards ha interrotto la celebrazione del titolo di Drake, che ha portato a un tag-team match nell'evento principale, vinto da Drake e Chris Adonis. L'edizione del 14 settembre di GFW Impact!, Johnny Impact ha sconfitto Low Ki per diventare il primo contendente al Impact Global Championship a Victory Road. Dopo il match è stato brutalmente assalito da Drake e Adonis.

## Risultati
Trevor Lee sconfigge Sonjay Dutt, Garza Jr., Petey Williams, Matt Sydal, & Dezmond Xavier e rimane X Division champion.
Taiji Ischimori sconfigge Tyson Dux.
Abyss sconfigge Grado in un Monster's Ball match.
Eddie Edwards, James Storm, & EC3 sconfiggono El Hijo de Fantasma, Pagano, & Texano.
oVe sconfiggono LAX in un 5150 Street Fight e rimangono gli Impact Tag Team Champions.
Gail Kim sconfigge Allie & Sienna laureandosi nuova Knockout Champion.
King Mo & Lashley def. Moose & Stephan Bonnar.
Eli Drake sconfigge Johnny Impact rimanendo Impact World Champion.